# Cyanea kahiliensis
Cyanea kahiliensis är en klockväxtart som först beskrevs av Harold St.John, och fick sitt nu gällande namn av Thomas G. Lammers. Cyanea kahiliensis ingår i släktet Cyanea, och familjen klockväxter. Inga underarter finns listade i Catalogue of Life.